# دئوبیا اوپاری
دئوبیا اوپاری (انگلیسی: DeObia Oparei؛ زادهٔ ۷ دسامبر ۱۹۷۱) هنرپیشه اهل بریتانیا است.
از فیلم‌ها یا برنامه‌های تلویزیونی که وی در آن نقش داشته‌است می‌توان به بیگانه ۳، چیزهای زیبای کثیف، مولن روژ!، ۷ ثانیه، درد، رستاخیز، و روز استقلال: بازخیز اشاره کرد.